# Góra Kiełbaśna
Góra Kiełbaśna (955 m), Kiełbaśna, Kiełbaśne – mało wybitny wierzchołek w grzbiecie odchodzącym w kierunku północnym od szczytu Kudłonia w Gorcach. Stok południowo-zachodni opada do doliny potoku Za Palarzem, północny do potoków Rychłowiec i Rychłów. Góra Kiełbaśna jest szczytem zwornikowym; odchodzą od niej dwa krótkie ramiona: w kierunku północno-zachodnim grzbiet Góry Grzędowej i Góry Gębowej (810 m), opadający do Koniny, w kierunku północno-wschodnim Groń Mizerów. Pomiędzy tymi grzbietami spływa potok Rychłów. Grzbiet górski, łączący Kudłoń z Górą Kiełbaśną i Karlitą nazywany był Krzynowem.
Górę Kiełbaśną porasta las. Dawniej pod jej wierzchołkiem była polana Jaworzynka z szałasem. Od sąsiedniej na wschód polany Jastrzębie oddzielał ją tylko rząd dużych jodeł. Jaworzynka zarosła już lasem, Jastrzębie są również w dużym stopniu już zarośnięte.
Przez Kiełbaśna biegnie granica Gorczańskiego Parku Narodowego (należy do niego stok południowo-zachodni). Nie prowadzi przez nią żaden szlak turystyczny. Góra znajduje się w granicach wsi Lubomierz w województwie małopolskim, w powiecie limanowskim, w gminie Mszana Dolna.

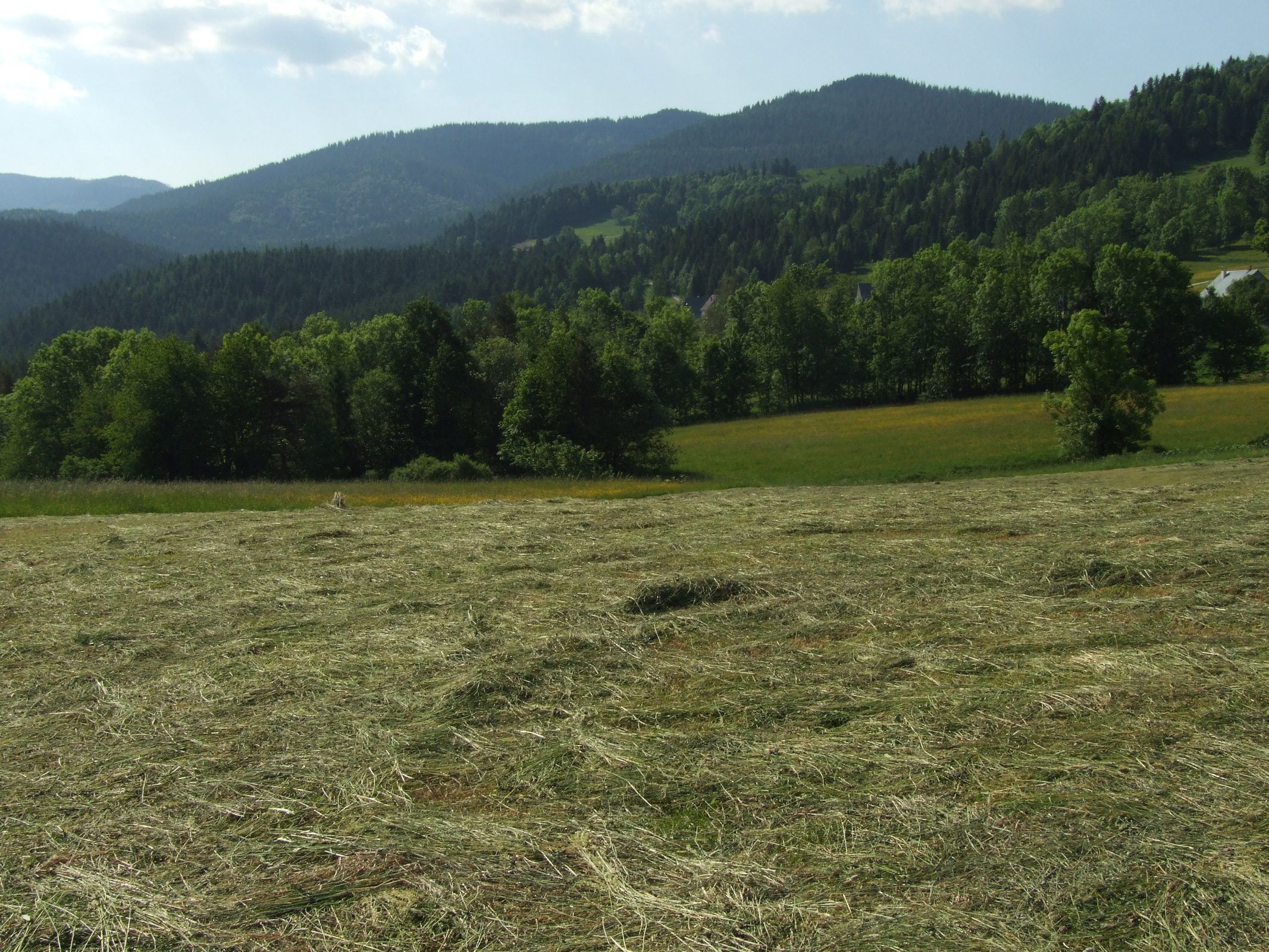
Widok z Koniny na grzbiet Kiełbaśnej

.